# Зольтендик
Зольтендик (нем. Soltendieck) — община в Германии, в земле Нижняя Саксония.
Входит в состав района Ильцен. Подчиняется управлению Бодентайх. Население составляет 1049 человек (на 31 декабря 2010 года). Занимает площадь 34,01 км².
Коммуна подразделяется на 8 сельских округов.